# Ninh Sơn, Hoa Lư
Ninh Sơn là một phường thuộc thành phố Hoa Lư, tỉnh Ninh Bình, Việt Nam.

## Địa lý
Phường Ninh Sơn nằm ở phía nam thành phố Hoa Lư, cách trung tâm thành phố 3,5 km, có vị trí địa lý:
- Phía đông giáp phường Ninh Phúc
- Phía tây giáp phường Nam Bình và phường Ninh Phong
- Phía nam giáp xã Ninh An
- Phía bắc giáp phường Bích Đào.

Phường Ninh Sơn có diện tích là 4,69 km², dân số năm 2023 là 12.029 người, mật độ dân số đạt 2.564 người/km².
Đây là phường có nghề trồng hoa và rau sạch nổi tiếng của thành phố. Đây cũng là phường có tuyến đường Quốc lộ 35 (tức đường nối cảng Ninh Phúc) mới tránh thành phố Ninh Bình (đường Trần Nhân Tông) và Quốc lộ 10 đi qua.

## Hành chính
Phường Ninh Sơn được chia thành 12 tổ dân phố: Bắc Thịnh, Bích Đào, Hợp Thiện, Hưng Phúc, Nam Thịnh, Phong Đào, Phúc Khánh, Phương Đình, Thanh Bình, Thiện Tân, Thiện Tiến, Thượng Lân.

## Lịch sử
Ngày 2 tháng 11 năm 1996, Chính phủ ban hành Nghị định số 69-CP về việc sáp nhập 102,35 ha diện tích tự nhiên và 2.290 nhân khẩu của xã Ninh Sơn thuộc huyện Hoa Lư vào thị xã Ninh Bình quản lý để thành lập phường Bích Đào.
Sau khi điều chỉnh địa giới hành chính, xã Ninh Sơn còn lại 465,15 ha diện tích tự nhiên và 8.247 nhân khẩu.
Ngày 9 tháng 1 năm 2004, Chính phủ ban hành Nghị định số 16/2004/NĐ-CP về việc chuyển xã Ninh Sơn thuộc huyện Hoa Lư về thị xã Ninh Bình quản lý.
Ngày 28 tháng 4 năm 2005, Chính phủ ban hành Nghị định số 58/2005/NĐ-CP về việc điều chỉnh 26 ha diện tích tự nhiên và 1.300 nhân khẩu của xã Ninh Sơn về phường Nam Bình quản lý.
Sau khi điều chỉnh địa giới hành chính, xã Ninh Sơn có 470,01 ha diện tích tự nhiên và 8.054 nhân khẩu.
Ngày 7 tháng 2 năm 2007, Chính phủ ban hành Nghị định số 19/2007/NĐ-CP về việc thành lập thành phố Ninh Bình thuộc tỉnh Ninh Bình. Xã Ninh Sơn trực thuộc thành phố Ninh Bình.
Ngày 3 tháng 12 năm 2007, Chính phủ ban hành Nghị định số 177/2007/NĐ-CP về việc thành lập phường Ninh Sơn thuộc thành phố Ninh Bình trên cơ sở toàn bộ diện tích tự nhiên và nhân khẩu của xã Ninh Sơn.
Phường Ninh Sơn có 466,43 ha diện tích tự nhiên và 8.615 nhân khẩu.
Ngày 10 tháng 12 năm 2024, Ủy ban Thường vụ Quốc hội ban hành Nghị quyết số 1318/NQ-UBTVQH15 về việc sắp xếp đơn vị hành chính cấp huyện, cấp xã của tỉnh Ninh Bình giai đoạn 2023 – 2025 (nghị quyết có hiệu lực từ ngày 1 tháng 1 năm 2025). Theo đó, thành lập thành phố Hoa Lư thuộc tỉnh Ninh Bình trên cơ sở thành phố Ninh Bình và huyện Hoa Lư. Phường Ninh Sơn trực thuộc thành phố Hoa Lư.

## Kinh tế
Khu công nghiệp Phúc Sơn thuộc địa bàn phường Ninh Sơn và phường Ninh Phúc. Tổng diện tích 145 ha, là khu công nghiệp sạch với sản phẩm may mặc, lắp ráp điện tử, dụng cụ đo lường và sản xuất phần mềm. Khu được thành lập trên cơ sở cụm công nghiệp Phúc Sơn đã được quy hoạch, thu hồi đất và xây dựng một phần cơ sở hạ tầng, có các điều kiện về kinh tế, xã hội rất tốt.
Chợ Chẹo thuộc làng Thiên Trạo phường Ninh Sơn là chợ quê trên địa bàn thành phố Hoa Lư nằm trong danh sách các chợ loại 1, 2, 3 ở tỉnh Ninh Bình từ năm 2008.